# Sven Delblanc
Sven Delblanc, né le 26 mai 1931 à Swan River au Canada et mort le 15 décembre 1992  à Sunnersta, Gottsunda Parish à Uppsala, est un écrivain suédois,,.

## Biographie
Il obtient le grand prix de littérature du Conseil nordique en 1982 pour Samuels bok et le prix August en 1991 pour Livets ax

## Œuvres traduites en français
- Speranza [« Speranza »], trad. de Jean-Baptiste Brunet-Jailly, Paris, Presses de la Renaissance, coll. « Les Romans étrangers », 1984, 225 p.  (ISBN 2-85616-293-2)
- La Nuit de Jérusalem [« Jerusalems natt »], trad. de Jean-Baptiste Brunet-Jailly, Paris, Presses de la Renaissance, coll. « Les Romans étrangers », 1985, 143 p.  (ISBN 2-85616-338-6)
- Les Castrats [« Kastrater »], trad. de Jean-Baptiste Brunet-Jailly, Paris, Presses de la Renaissance, coll. « Les Romans étrangers », 1988, 143 p.  (ISBN 2-85616-460-9)
- La Mort de Sénèque [« Seneccas död »], drame funèbre, trad. de Philippe Bouquet, Nantes, France, Éditions de l’Élan, 1997, 31 p.  (ISBN 2-909027-28-7)
- Ultimes propos [«  Slutord »], trad. de Philippe Bouquet, Nantes, France, Éditions de l’Élan, 1999, 79 p.  (ISBN 2-909027-41-4)